# Maria Veloso
Maria Teresa Veloso foi uma funcionária pública e política moçambicana. Em 1977, ela fez parte do primeiro grupo de mulheres eleitas para a Assembleia da República.

## Biografia
Funcionária do Ministério da Educação, Veloso foi candidata da FRELIMO nas eleições parlamentares de 1977, nas quais foi uma do primeiro grupo de 27 mulheres eleitas para a Assembleia da República. Foi reeleita em 1986 pela Cidade de Maputo como representante do APIE. Mais tarde, ela trabalhou para o Instituto Nacional para o Desenvolvimento da Educação.